# Tridens hackelii
Tridens hackelii är en gräsart som först beskrevs av José Arechavaleta, och fick sitt nu gällande namn av Parodi. Tridens hackelii ingår i släktet Tridens och familjen gräs. Inga underarter finns listade i Catalogue of Life.